# Данилки (Винницкая область)
Данилки (укр. Данилки) — село на Украине, находится в Немировском районе Винницкой области.
Код КОАТУУ — 0523084403. Население по переписи 2001 года составляет 66 человек. Почтовый индекс — 22834. Телефонный код — 4331.
Занимает площадь 1,302 км².

## Адрес местного совета
22834, Винницкая область, Немировский р-н, с. Криковцы